# Werden (rheinländisches Adelsgeschlecht)

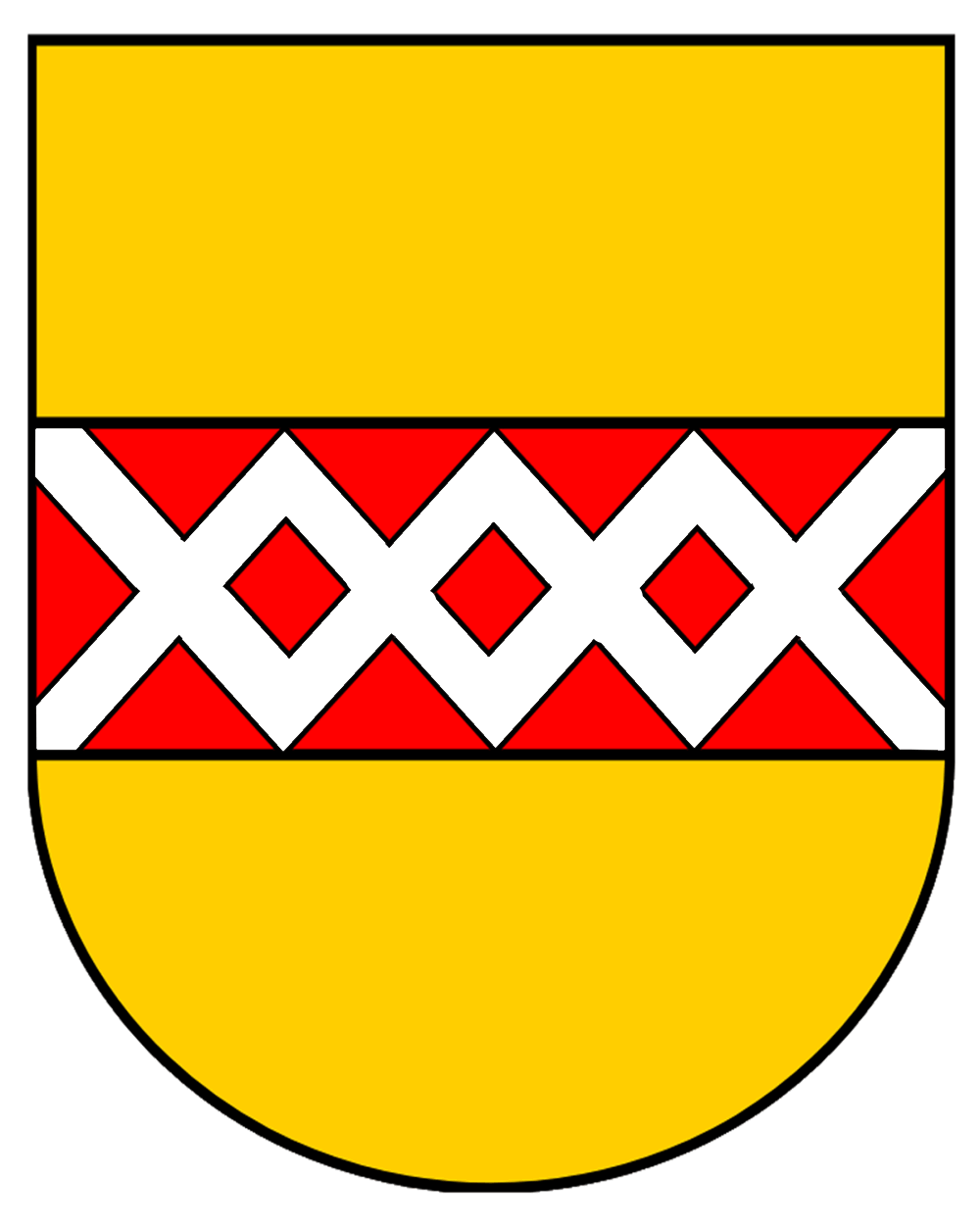
Wappen derer von Werden

Die Herren von Werden sind eine rheinländische, im 13. Jahrhundert unter diesem Namen nur zwei Generationen lang auftretende Seitenlinie des Adelsgeschlechts der Herren von Bornheim. Aus den Herren von Werden, die Ministeriale des Klosters Werden waren, gingen die Herren von Buer und die Herren von Landsberg hervor.

## Geschichte
Entgegen der früheren Auffassung, dass der erste Vertreter des Geschlechts der 1115 urkundlich erwähnte Everhard (Euerhardus, nobilis, advocatus et dapifer), Vogt und Truchseß der Abtei Werden, war, stammt das Geschlecht der Herren von Werden tatsächlich von den Herren von Bornheim aus Bornheim (Rheinland) bei Bonn ab. Stammvater der Herren von Werden war somit der aus einer Dynastenfamilie stammende Ritter Wilhelm Schilling I. von Bornheim (urkundl. 1173–1198), Ministeriale des Erzbischofs von Köln, Vogt von Bornheim und Gründer des berühmten Klosters Schillingscapellen.
Der erste der Familie, der sich von Werden nannte, war Ritter Wessel von Werden (urkundl. 1223–1240, Wescelus de Werdina), letzter Stadtvogt von Werden. Offenbar hatte Wessels Vater, Wilhelm Schilling II. von Bornheim, kurkölnischer Vasall und Vogt von Bornheim, seine Beziehungen zum Kölner Erzbischof genutzt, um seinem Sohn die einträgliche Vogtposition in Werden, Teil der Diözese Köln, zu sichern.
Wessel hatte mindestens vier Kinder: Wilhelm Schilling, der sich nach seinem Werdener Hauptlehen Buer de Bure nannte, Philipp, der später nach seinem Hauptsitz Burg Landsberg bei Ratingen den Namen Landsberg annahm, Wessel, der Richter in Recklinghausen war und sich entsprechend seiner Meierrolle auf dem Werdener Fronhof Barkhofen auch de Barichouen nannte, sowie ein nicht näher identifizierbares Kind namens St. de Werdina. Diese zweite Generation der Herren von Werden war bereits die letzte, die den Namen führte. Die Enkel von Wessel führten bereits ausschließlich die Namen der jeweiligen Linie (Buer, Landsberg, Barkhoven).

## Wappen
Das Stammwappen zeigt in Gold einen mit Andreaskreuzen silbern gegitterten roten Balken. Die Helmzier ist nicht überliefert.

## Persönlichkeiten
- Wessel von Werden (urkundl. 1223–1240), Stadtvogt von Werden

## Andere Familien Werden
Bereits vor der hier beschriebenen Familie der Herren von Werden treten einzelne Personen mit dem Beinamen von Werden in Westfalen auf, so etwa die Brüder Werenbert und Gerlach de Werdena zwischen 1203 und 1215. Diese gehörten aber zu einer anderen Familie, die denselben Beinamen führte.
Siehe auch Werden (pommerellisches Adelsgeschlecht).